# Uroskinnera
Uroskinnera es un género de plantas de flores de la familia Scrophulariaceae con cinco especies. 

## Especies seleccionadas
- Uroskinnera almedae
- Uroskinnera flavida
- Uroskinnera hirtiflora
- Uroskinnera spectabilis
- Uroskinnera watsonii

- Datos: Q10388274
- Multimedia: Uroskinnera / Q10388274
- Especies: Uroskinnera